# Хонисчала
Хонисчала (груз. ხონისჭალა) — село в Грузії.
За даними перепису населення 2014 року в селі проживає 3 осіб.